# Constantin von Mitschke-Collande

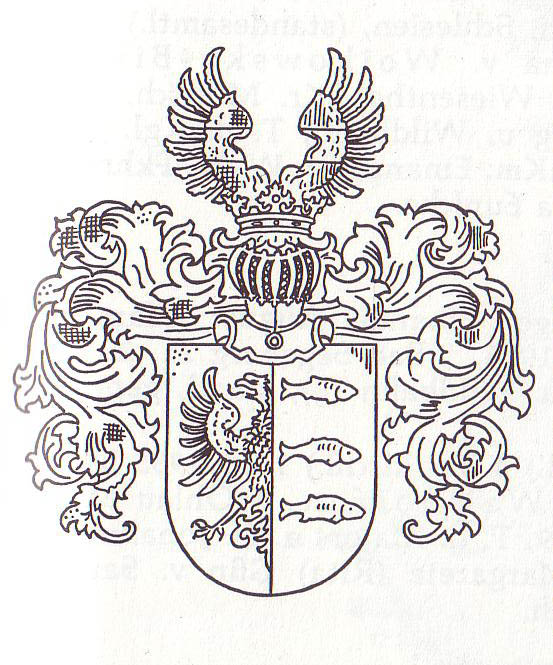
Das Wappen der Familie von Mitschke-Collande

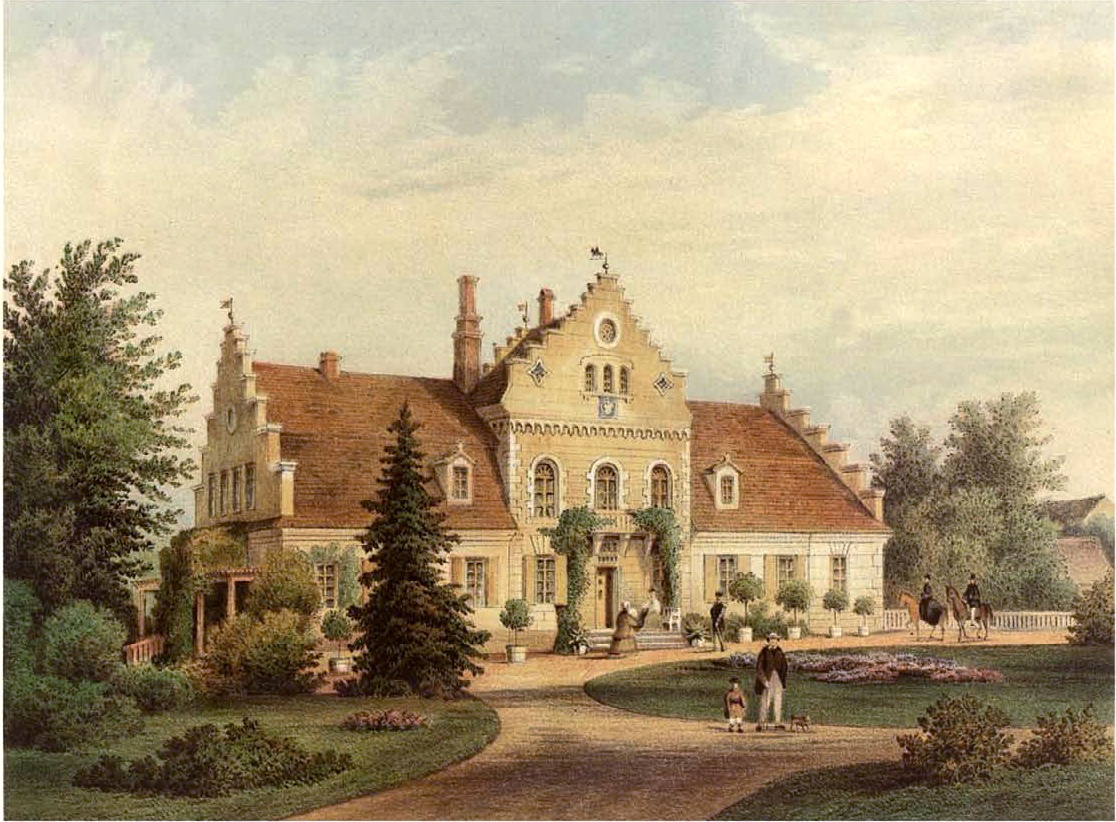
Gut Kollande um 1860, Sammlung Alexander Duncker

Constantin Maria Valentin Hubertus von Mitschke-Collande (* 19. September 1884 auf Gut Kollande, Landkreis Militsch, Schlesien; † 12. April 1956 in Nürnberg) war ein deutscher Porträtmaler, Figurenmaler, Holzschneider und Lithograf und gehörte dem schlesischen Adelsgeschlecht Mitschke-Collande an.

## Leben
Mitschke-Collande studierte in München zunächst Architektur und besuchte gleichzeitig die private Malschule von Heinrich Knirr. 1907 studierte er an der Dresdner Akademie bei Robert Sterl, Raphael Wehle, Richard Müller, Osmar Schindler und Oskar Zwintscher. Eine Reise nach Rom und Florenz hinterließen bleibende Eindrücke der italienischen Malerei der Renaissance und des Barock. Nach seinem Studium in Dresden arbeitete er einige Zeit in Paris bei Maurice Denis und Fernand Léger und kam mit dem Kubismus in Berührung.
Er nahm am Ersten Weltkrieg teil und war 1916 in der Galerie Ernst Arnold auf der „Zweiten Ausstellung Dresdner Künstler die im Heeresdienst stehen“ vertreten. Nach dem Ende des Krieges gehörte er zusammen mit Otto Dix und Oskar Kokoschka zu den Gründern der Dresdner Sezession Gruppe 1919. 1937 wurden in der Nazi-Aktion „Entartete Kunst“ expressive Werke Mitschke-Collandes aus der Kunsthütte Chemnitz und der Gemäldegalerie, dem Kupferstichkabinett und dem Stadtmuseum Dresden beschlagnahmt und vernichtet.
Bei der Zerstörung Dresdens verlor er große Teile seines Werks. 1945, nach dem Ende des Zweiten Weltkriegs, zog er nach Rothenburg ob der Tauber und schloss sich dort dem Rothenburger Künstlerbund an. 1952 folgte der Umzug nach Nürnberg.

## Familie
Er entstammte einer schlesischen Adelsfamilie und war der Sohn des königlich preußischen Rittmeisters und Landesältesten Eugen von Mitschke-Collande (1844–1903), Gutsbesitzer auf Kollande, Bartnig und Wildbahn, alle im Landkreis Militsch, und dessen Ehefrau Maria von Aulock (1857–1933).
Mitschke-Collande heiratete in erster Ehe am 23. März 1913 in Dresden Hilde Wiecke (* 25. Februar 1892 in Weimar; † 27. Februar 1984 in Hamburg), die Tochter des Schauspielers und Dresdner Theaterdirektors Paul Wiecke und der Alwine Hengst. Diese Ehe wurde am 25. April 1940 in Dresden geschieden.
In zweiter Ehe heiratete er am 17. Mai 1940 in Dresden Hildegard Hübner (* 1. Juli 1906 in Berlin-Schöneberg; † 17. Februar 1992 in München), die Tochter des Versicherungskaufmanns Hugo Hübner und der Clara Schütze.
Aus seiner ersten Ehe stammen die Schauspieler Volker von Collande (1913–1990) und Gisela von Collande (1915–1960). Die Schauspielerin und Autorin Nora von Collande (* 1958) ist seine Enkelin.

## 1937 als „entartet“ beschlagnahmte und vernichtete Werke

### Tafelbilder
- Familie (Öl)
- Stillleben

### Aquarelle
- Vierter Klasse
- Frauenakt
- Kinder

### Druckgrafik
- Die Erwartung (Holzschnitt, 20,9 × 16,6 cm)[3]
- Montezuma (Mappe mit vier Farbholzschnitten zur Ballade Klabunds; 19,6 × 17 cm, 1922)
- Der begeisterte Weg (sechs Holzschnitte, 24,3 × 29,8 cm; Illustrationen zu Walther Georg Hartmann: Der begeisterte Weg. Dresden, 1919. Beschlagnahme des Buches wegen dieser expressiven Illustrationen)[4][5][6][7][8][9]

## Weitere Werke (Auswahl)
- Birnenernte (Öl auf Leinwand, 70 × 80 cm; Galerie Neue Meister Dresden)[10]
- Bildnis eines jungen Mannes (Öl, 1926)[11]
- Pferdeschwemme (Tafelbild; vor 1926)[12]
- Erinnerungen an die Adria (Tafelbild, vor 1930)[13]
- Mädchen mit Blumen (Tafelbild; vor 1936)[14]